# 迷你新幹線

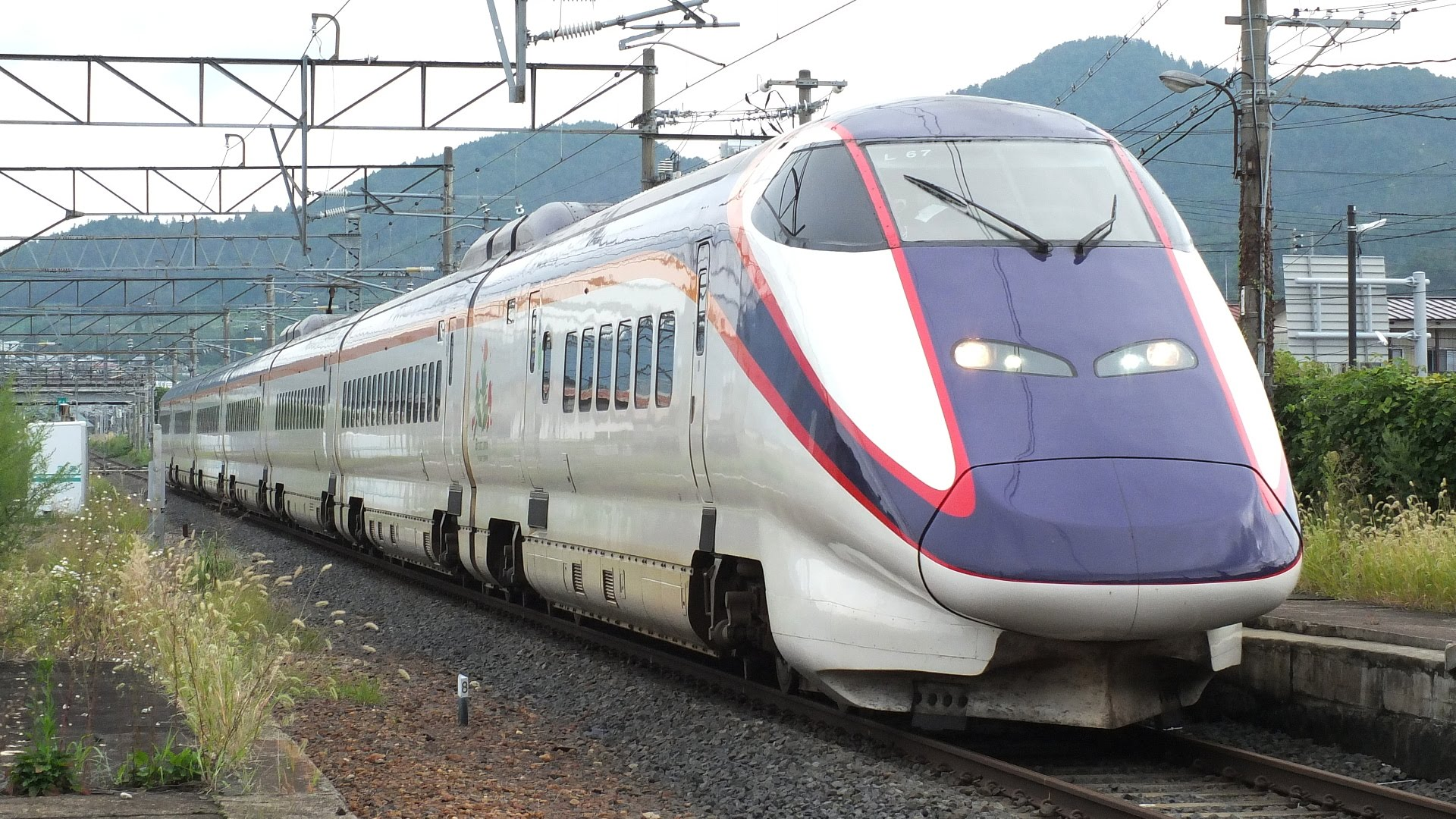
山形新幹線「翼」（E3系2000番台）

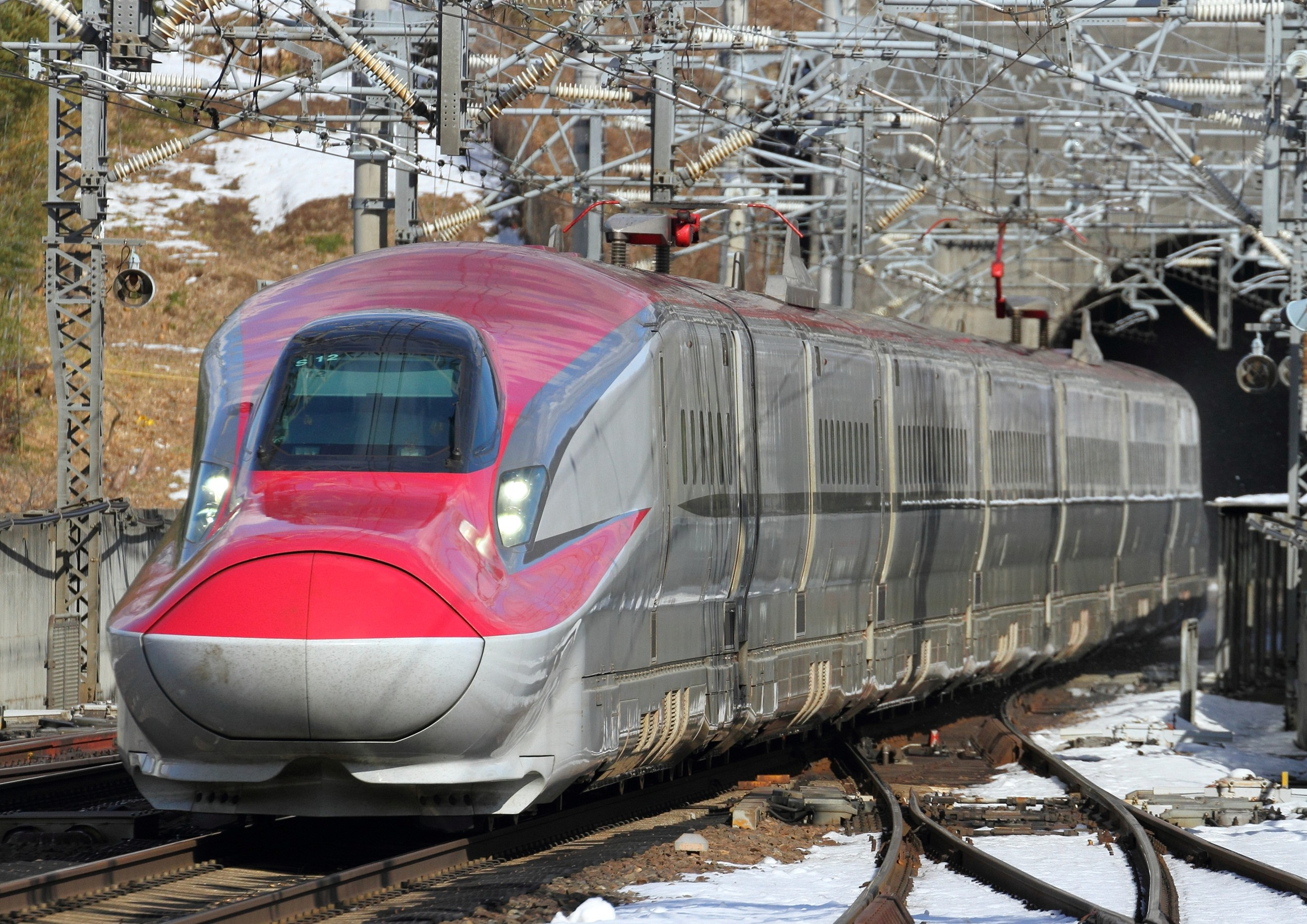
秋田新幹線「小町」（E6系）於白石藏王站附近（攝於2013年1月）

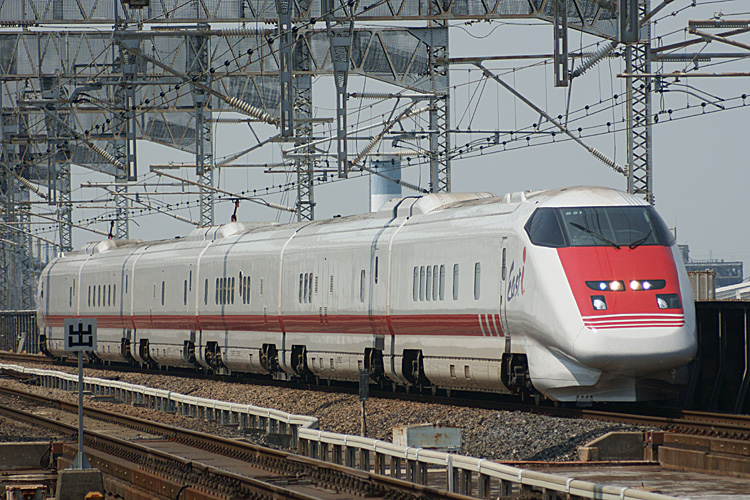
East i （新幹線926型高速綜合檢測列車）於大宮站附近（攝於2008年5月）

迷你新幹線（日语：／ Mini shinkansen */?）是日本的高速鐵路規格之一，為了減少興建新幹線新線的經費，利用原先在來線的1067毫米窄軌軌距路線，拓寬為1435毫米的標準軌路線之後，行駛與新幹線軌距相同的列車而成之鐵路系統。另外，在這種規格的路線上所行駛的直達車車輛也稱作「迷你新幹線」。

## 概論
在日本铁路中，绝大多数的在来线的轨距主要以1067毫米的窄轨（部分则为1372毫米的窄轨或1435毫米的标准轨）修建，而新干线则以1435毫米的标准轨修建。因此两者因轨距的问题而无法贯通运营。为了解决无法贯通运营的问题，以及縮短工期、節省經費等目的，所以在在來線原有基礎上，将1067毫米的窄軌拓寬成1435毫米的標準軌（一小部份路段是以套轨的形式修建），让新干线的列车可以在在來線上行驶，以达到贯通运营、节省建设成本等目的。
以這種方式興建的鐵道路線在名稱上雖被稱為「新幹線」，但是是以在來線的法規規範。隧道和電氣設備除部分需要改造以外，基本沿用了原來的在來線系統。然而迷你新干线虽然解决了新干线与在來線的贯通运营的问题，但是在來線的月台規格、路線標準、隧道淨空等層級較低。因此，必須研發比原有的新幹線車輛小一號的車輛。由於只是把原先的在來線的窄軌拓寬成標準軌，因此沿線有平交道的存在，而并非像新干线那样是全封闭的线路；且有些在來線路段僅有單線鐵路而并非复线铁路，因此需要进行列車交會，在排點上有可能會把其中一列列車停留在有足夠容量的地點等候，讓對向列車全數通過後再繼續行駛，來防止列車對撞的可能性。此外，因为是通过原来的在來線改造而成，因此車速会大幅度的受到限制。例如，從東北新幹線上行驶的列车，最高时速可以达到的320公里/小時（直通秋田新幹線的列車）或275公里/小時（直通山形新幹線的列車）。但是行驶到迷你新干线的路段时，速度会大幅下降至130公里/小時，与在來線行驶的列车速度相同。

## 路線
到目前（2022年）為止有山形新幹線（奧羽本線福島～新）以及秋田新幹線（田澤湖線、奧羽本線盛岡～秋田）共兩條路線。在這路線上行駛的特急列車「翼」（つばさ）與「小町」（こまち）亦被稱為「新幹線直行特急」。

## 車輛

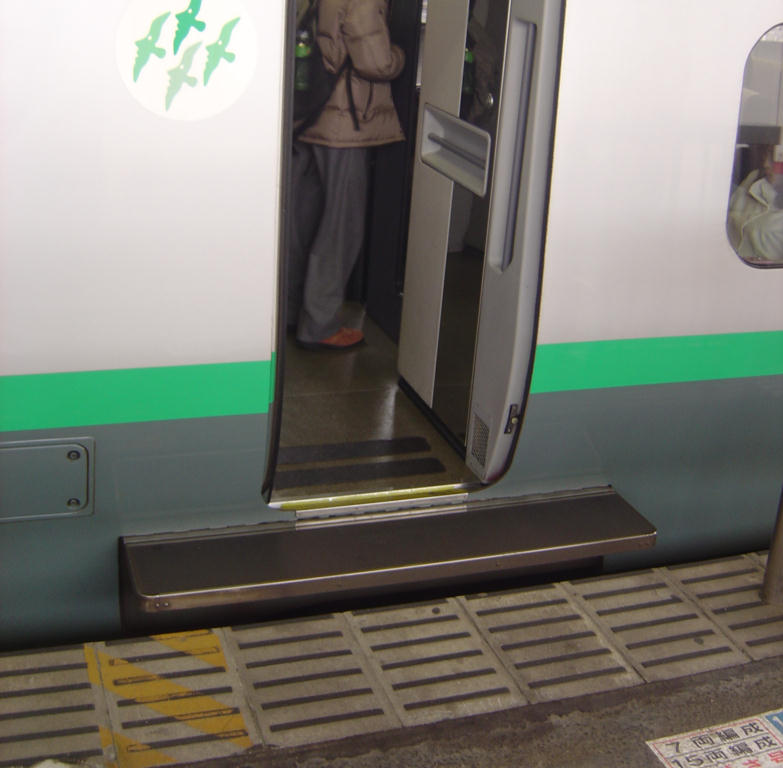
E3系的可收摺车门脚踏板（L52編組）

為了應對沿線設施規格，迷你新幹線所使用的車輛規格普遍比標準新幹線小型，例如標準新幹線的車廂長度通常約在25m，迷你新幹線則介於20至23m之間；車寬方面，為符合在來線的路線，隧道淨空也從新幹線的3380mm縮減為2945mm。除此之外，配置了靠站時使用的自動收摺車門台階，以及25000與20000伏特複壓供電設備等，也都是為了迷你新幹線較為複雜的運作需求而增加的設備。
使用中車種：
- E3系2000番台：於2008年啟用，主要用於山形新幹線。
- E6系：2013年時啟用以取代E3系0番台的秋田新幹線用車輛。
- E3系700番台：雖然E3系0番台車輛已從秋田新幹線退役，但其中一列R18編組的列車經過改造以後重新改編號為700番台，以作為觀光列車「Toreiyu翼號列車」（とれいゆ つばさ）的用車。Toreiyu翼號主要是臨時觀光列車的定位，行駛在山形新幹線福島至新間路段。
- E8系：2024年啟用，用於山形新幹線。

過往使用車輛：
- E3系0番台：原秋田新幹線用車輛（1997年至2014年間），2013年起逐步被E6系汰換。
- 400系：原山形新幹線使用車輛（1992年至2010年間），2008年起逐步被E3系2000番台汰換。